# Duck Pond
Le Duck Pond, ou stade de baseball de Warner Park, est un stade de baseball, d'une capacité de 6750 places, située dans la ville de Madison, dans l'État du Wisconsin, aux États-Unis. Construit en 1982, il a été le domicile de plusieurs clubs professionnels de ligue mineure, parmi lesquels les Muskies de Madison, club de niveau A ayant évolué en Midwest League. Il est le domicile des Mallards de Madison.

## Histoire
La construction du stade est entreprise afin d'accueillir en 1982 un club de baseball professionnel, après 40 ans d'absence d'un club de baseball professionnel dans la ville de Madison. Les Muskies de Madison sont une franchise d'expansion affiliée aux Athletics d'Oakland. Durant la construction en 1982, les Muskies occupent le Breese Stevens Field (en) situé dans l'East Side de Madison.

## Description
Le stade est situé au sein du Waner Park (en), au Nord-Ouest de Madison.